# Кумбор
Кумбор је насеље у општини Херцег Нови у Црној Гори. Према попису из 2003. било је 1.067 становника (према попису из 1991. било је 752 становника).
Налази се у Боки которској и удаљено је 6 km од Херцег Новог. Име места потиче од италијанске речи conborgo - предграђе, јер је насеље било у непосредној близини старог града Stoli. Данас је Кумбор познат је као туристичко место херцегновске ривијере.

## Демографија
У насељу Кумбор живи 862 пунолетна становника, а просечна старост становништва износи 39,1 година (36,9 код мушкараца и 41,4 код жена). У насељу има 366 домаћинстава, а просечан број чланова по домаћинству је 2,92.
Становништво у овом насељу веома је хетерогено, а у последња три пописа, примећен је пораст у броју становника.
|  |

| Демографија | Демографија | Демографија |
| Година      | Становника  | Становника  |
| ----------- | ----------- | ----------- |
|             |             |             |
|             |             |             |
|             |             |             |
|             |             |             |
| 1948.       | 637         |             |
| 1953.       | 767         |             |
| 1961.       | 893         |             |
| 1971.       | 825         |             |
| 1981.       | 722         |             |
| 1991.       | 752         | 731         |
| 2003.       | 1.089       | 1.067       |
|             |             |             |

| Етнички састав према попису из 2003.‍ | Етнички састав према попису из 2003.‍ | Етнички састав према попису из 2003.‍ | Етнички састав према попису из 2003.‍ | Етнички састав према попису из 2003.‍ |
| ------------------------------------ | ------------------------------------ | ------------------------------------ | ------------------------------------ | ------------------------------------ |
|                                      |                                      |                                      |                                      |                                      |
| Срби                                 | Срби                                 |                                      | 511                                  | 47,89%                               |
| Црногорци                            | Црногорци                            |                                      | 334                                  | 31,30%                               |
| Хрвати                               | Хрвати                               |                                      | 38                                   | 3,56%                                |
| Муслимани                            | Муслимани                            |                                      | 10                                   | 0,93%                                |
| Словенци                             | Словенци                             |                                      | 6                                    | 0,56%                                |
| Југословени                          | Југословени                          |                                      | 4                                    | 0,37%                                |
| Руси                                 | Руси                                 |                                      | 1                                    | 0,09%                                |
| Немци                                | Немци                                |                                      | 1                                    | 0,09%                                |
| непознато                            | непознато                            |                                      | 6                                    | 0,56%                                |

| Година пописа     | 1948. | 1953. | 1961. | 1971. | 1981. | 1991. | 2003. |
| ----------------- | ----- | ----- | ----- | ----- | ----- | ----- | ----- |
| Број домаћинстава | 183   | 277   | 318   | 230   | 224   | 233   | 368   |

| Број чланова      | 1   | 2  | 3  | 4  | 5  | 6  | 7  | 8 | 9 | 10 и више | Просек |
| ----------------- | --- | -- | -- | -- | -- | -- | -- | - | - | --------- | ------ |
| Број домаћинстава | 366 | 83 | 78 | 61 | 94 | 34 | 13 | 3 | 0 | 0         | 0      |

| Пол    | Укупно | Неожењен/Неудата | Ожењен/Удата | Удовац/Удовица | Разведен/Разведена | Непознато |
| ------ | ------ | ---------------- | ------------ | -------------- | ------------------ | --------- |
| Мушки  | 451    | 167              | 253          | 10             | 17                 | 4         |
| Женски | 452    | 104              | 258          | 73             | 17                 | 0         |
| УКУПНО | 903    | 271              | 511          | 83             | 34                 | 4         |

| Пол    | Укупно                    | Пољопривреда, лов и шумарство | Рибарство                            | Вађење руде и камена | Прерађивачка индустрија       |
| ------ | ------------------------- | ----------------------------- | ------------------------------------ | -------------------- | ----------------------------- |
| Мушки  | 182                       | 1                             | 0                                    | 1                    | 22                            |
| Женски | 145                       | 0                             | 0                                    | 0                    | 7                             |
| УКУПНО | 327                       | 1                             | 0                                    | 1                    | 29                            |
| Пол    | Производња и снабдевање   | Грађевинарство                | Трговина                             | Хотели и ресторани   | Саобраћај, складиштење и везе |
| Мушки  | 4                         | 8                             | 30                                   | 14                   | 19                            |
| Женски | 1                         | 1                             | 36                                   | 10                   | 9                             |
| УКУПНО | 5                         | 9                             | 66                                   | 24                   | 28                            |
| Пол    | Финансијско посредовање   | Некретнине                    | Државна управа и одбрана             | Образовање           | Здравствени и социјални рад   |
| Мушки  | 0                         | 4                             | 49                                   | 6                    | 9                             |
| Женски | 2                         | 7                             | 22                                   | 8                    | 31                            |
| УКУПНО | 2                         | 11                            | 71                                   | 14                   | 40                            |
| Пол    | Остале услужне активности | Приватна домаћинства          | Екстериторијалне организације и тела | Непознато            | Непознато                     |
| Мушки  | 7                         | 0                             | 0                                    | 8                    | 8                             |
| Женски | 5                         | 0                             | 0                                    | 6                    | 6                             |
| УКУПНО | 12                        | 0                             | 0                                    | 14                   | 14                            |

## Сакрални споменици
- Покров Богородице XV век
- Црква свете Недјеље XVIII век
- Црква Св. Николе IXX век
- Црква Св. Василија Острошког XX век